# The Crusaders
The Crusaders – amerykańska grupa muzyczna z pogranicza jazzu, popu i soulu powstała w 1961 z inicjatywy pianisty Joe Sample, perkusisty Stixa Hoopera, saksofonisty Wiltona Feldera i puzonisty Wayne'a Hendersona jako The Jazz Crusaders. Od 1970 występuje pod obecną nazwą The Crusaders.